# Певец в Маске (Япония)
«Певец в маске Япония» (англ. The Masked Singer Japan) — японское реалити-шоу, премьера которого состоялась на стриминговом сервисе Amazon Prime Video 3 Сентября 2021 года. Это часть франшизы «Певец в маске», которая началась в Южной Корее, и в ней знаменитости поют песни, одетые в костюмы и маски, скрывающие их личность. Ведущий Ё Оидзуми , в программе участники дискуссии угадывают личности знаменитостей, интерпретируя подсказки, предоставляемые им на протяжении каждого сезона. Miyavi, Кико Мидзухара, Bakarhythm, Кадзуя Кодзима и Perfume появляются в каждом эпизоде и голосуют вместе со зрителями за своего любимого певца после всех выступлений. Наименее популярные устраняются, снимая маску и раскрывая свою личность.
Чтобы их личности не были раскрыты до выхода в эфир каждого предварительно записанного эпизода, программа широко использует кодовые имена, маскировку, соглашения о неразглашении и команду охранников. Производственной группе не рекомендуется пользоваться телефонами во время съемок, а зрители студии проходят через металлоискатель. Доставать телефоны во время съемок строго запрещено.

## Производство
В Мае 2021 года стало известно, что Amazon дал зелёный свет на разработку японской адаптации телешоу Певец в Маске и выпуск его на стриминговом сервисе Amazon Prime Video в качестве эксклюзивного продукта.
Было подтверждено, что съемки 1 сезона были завершены ещё в Феврале 2021 года, а его премьера состоится на Amazon Prime Video в начале Сентября этого же года. Ведущим был назначен японский актер и комик Ё Оидзуми.
На данный момент вышло 2 сезона проекта. 3 сезон находится в активной разработке, но его дата выхода пока неизвестна.

## Правила
Всего в каждом сезоне участвует по 12 масок, которые делятся на 2 группы - A и B. В нечётных эпизодах (1,3,5) участвуют 6 масок группы А, в чётных (2,4,6) - 6 масок группы В. В 7 эпизоде оставшиеся 8 масок объединяются в 1 группу, 6 и 7 эпизоды - полуфиналы, в них уходят по 2 маски, 8 эпизод - финал.
Победитель шоу получает кубок и денежный приз.

## Список Сезонов
| Сезон | Кол-во Участников | Кол-во Эпизодов | Выходит(ил) в эфир                | 1-е место          | 2-е место               | 3-е место             |
| ----- | ----------------- | --------------- | --------------------------------- | ------------------ | ----------------------- | --------------------- |
| 1     | 12                | 9               | 3 Сентября 2021 - 15 Октября 2021 | Анна Цутия - Птица | Кристал Кей - Телевизор | Мики Мидзуно - Роза   |
| 2     | 12                | 9               | 4 Августа 2022 - 25 Августа 2022  | Маки Гото - Венера | Ан Мика - Зонт          | Кодзи Ямамото - Герой |

## 1 Сезон
Премьера 1 сезона телепроекта "Певец в Маске Япония" состоялась на стриминговом сервисе Amazon Prime Video 3 Сентября 2021 года. Финал состоялся 15 Октября того же года. Ведущим был назначен японский актер и комик Ё Оидзуми, членами жюри были назначены певец и гитарист Miyavi, модель и актриса Кико Мидзухара, комик и драматург Bakarhythm и женская музыкальная электро-поп группа Perfume.
Список Участников :
| Персонаж            | Знаменитость        | Профессия                  | Эпизоды | Эпизоды | Эпизоды | Эпизоды | Эпизоды | Эпизоды | Эпизоды | Эпизоды | Эпизоды |
| Персонаж            | Знаменитость        | Профессия                  | 1       | 2       | 3       | 4       | 5       | 6       | 7       | 8       | 9       |
| ------------------- | ------------------- | -------------------------- | ------- | ------- | ------- | ------- | ------- | ------- | ------- | ------- | ------- |
| Птица               | Анна Цутия          | певица, актриса            |         |         |         |         |         |         |         |         |         |
| Телевизор           | Кристал Кей         | певица, автор песен        |         |         |         |         |         |         |         |         |         |
| Роза                | Мики Мидзуно        | актриса кино и телевидения |         |         |         |         |         |         |         |         |         |
| Танцор              | Томотака Окамото    | певица, сопранистка        |         |         |         |         |         |         |         |         |         |
| Неоновая Панда      | Минами Минэгиси     | певица, актриса            |         |         |         |         |         |         |         |         |         |
| Ниндзя              | Цукаса Сайто        | комик, актер               |         |         |         |         |         |         |         |         |         |
| Волк                | Такеру Сегава       | кикбоксер, спортсмен       |         |         |         |         |         |         |         |         |         |
| Улитка              | Сатико Кобаяси      | певица, актриса            |         |         |         |         |         |         |         |         |         |
| Королевский Кальмар | Санплаза Накано-Кун | певец, вокалист            |         |         |         |         |         |         |         |         |         |
| Тираннозавр Рекс    | Сё Аикава           | актер, композитор          |         |         |         |         |         |         |         |         |         |
| Русалка             | Саори Ёсида         | борец вольного стиля       |         |         |         |         |         |         |         |         |         |
| Дракон              | Укон Оноэ ll        | артист Кабуки              |         |         |         |         |         |         |         |         |         |

 Участник стал победителем шоу
 Участник занял второе место
 Участник занял третье место
 Участник прошёл дальше
 Участник стал номинантом на выбывание, но остался в шоу
 Участник покинул шоу и раскрыл свою личность
 Участник не принимал участие в этом эпизоде

## 2 Сезон
Премьера 2 сезона телепроекта "Певец в Маске Япония" состоялась на стриминговом сервисе Amazon Prime Video 4 Августа 2022 года. Финал состоялся 25 Августа того же года. Ё Оидзуми, Miyavi, Кико Мидзухара, Bakarhythm и Perfume вернулись на роли ведущего и членов жюри.
Также в этом сезоне впервые появляется дуэт масок (Звёзды - Vamyun), а также в этом сезоне впервые дебютирует маска-вайлдкарт. Это маска, которая присоединяется к обычным маскам ближе к середине сезона. Маска-вайлдкарт будет помечена как (ВД).
Список Участников :
| Персонаж     | Знаменитость   | Профессия           | Эпизоды | Эпизоды | Эпизоды | Эпизоды | Эпизоды | Эпизоды | Эпизоды | Эпизоды | Эпизоды |
| Персонаж     | Знаменитость   | Профессия           | 1       | 2       | 3       | 4       | 5       | 6       | 7       | 8       | 9       |
| ------------ | -------------- | ------------------- | ------- | ------- | ------- | ------- | ------- | ------- | ------- | ------- | ------- |
| Венера       | Маки Гото      | певица, актриса     |         |         |         |         |         |         |         |         |         |
| Зонт         | Ан Мика        | актриса, модель     |         |         |         |         |         |         |         |         |         |
| Герой        | Кодзи Ямамото  | актер, певец        |         |         |         |         |         |         |         |         |         |
| Блин         | Сёко Накагава  | певица, актриса     |         |         |         |         |         |         |         |         |         |
| Рыцарь       | Крис Харт      | певец, автор песен  |         |         |         |         |         |         |         |         |         |
| Осьминог     | Рё Като        | актер, тарэнто      |         |         |         |         |         |         |         |         |         |
| Дайвер       | Тецуя Бессё    | актер, радиоведущий |         |         |         |         |         |         |         |         |         |
| Ягнёнок (ВД) | Ю Ямада        | модель, певица      |         |         |         |         |         |         |         |         |         |
| Заяц         | Даисуке Ёкояма | певец, актер        |         |         |         |         |         |         |         |         |         |
| Звёзды       | Vamyun         | ютуберы, блогеры    |         |         |         |         |         |         |         |         |         |
| Паук         | Рейко Сиота    | бадминтонистка      |         |         |         |         |         |         |         |         |         |
| Воин         | Мэнди Сэкигучи | рэпер, танцор       |         |         |         |         |         |         |         |         |         |

 Участник стал победителем шоу
 Участник занял второе место
 Участник занял третье место
 Участник прошёл дальше
 Участник покинул шоу и раскрыл свою личность
 Участник не принимал участие в этом эпизоде